# 합성 천궁도
합성 천궁도(合成 天宮圖, composite chart)는 두 개나 그 이상의 천궁도들의 행성의 중간점으로 구성된 천궁도이다. 일반적으로 점성가는 두 사람이 만났을 때와 관계를 형성한 때의 합성 천궁도를 구성한다. 점성가에 따라서, 합성 천궁도는 관계의 본성과 기능에 대한 단서를 제공해 줄 것이다.